# Arthur Cecil Pigou
Arthur Cecil Pigou [ˈpiːɡuː]IPA (18. listopadu 1877 – 7. března 1959) byl anglický ekonom, žák a nástupce Alfreda Marshalla. V letech 1908 – 1943 byl profesorem politické ekonomie na univerzitě v Cambridge.
Jeho hlavním přínosem je rozvoj ekonomie blahobytu. Poukazuje na nedostatek tržního systému, který sice optimálně alokuje zdroje, ale nemusí zajišťovat maximální blahobyt společnosti. Společenský blahobyt je nejčastěji definován jako součet blahobytu všech jedinců. Tento blahobyt se maximalizuje, pokud blahobyt jednoho nemůže být zvýšen, aniž by se zároveň nesnížil blahobyt druhého.
Ačkoli byl Pigou zastánce liberalismu, obhajuje zároveň potřebu státních zásahů při řešení tzv. externalit. Navrhoval soustavu daní (tzv. Pigouova daň) a subvencí, která má uvádět motivace soukromých subjektů do souladu s požadavkem společenské efektivnosti (např. zdanění firem, které znečišťují životní prostředí). S jiným řešením problému externalit přišel v roce 1960 Ronald H. Coase (tzv. Coaseho teorém).

## Vybraná díla
- Seznam děl v Souborném katalogu ČR, jejichž autorem nebo tématem je Arthur Cecil Pigou
- Bohatství a blahobyt (1912, Wealth and Welfare)
- Unemployment (1914)
- The Political Economy of War (1921)
- Ekonomie Blahobytu (1932, The Economics of Welfare)
- The Theory of Unemployment (1933)
- Keynes's General Theory: A Retrospective View (1950)